# Szóstak
Der Szóstak (deutsch Sonntagsee) ist ein See auf der Masurischen Seenplatte. Er befindet sich bei Szczecinowo in der Landgemeinde Stare Juchy im Powiat Ełcki in der polnischen Woiwodschaft Ermland-Masuren. Der See hat eine Fläche von 490,05 Hektar.
1867 wurde der See um 5,6 m abgesenkt, als man eine Kanalverbindung zum tiefer gelegenen Laschmiadensee schuf.
Der See zeichnet sich durch seine unregelmäßige Küste aus. Im See selbst gibt es mehrere Inseln. Der See ist teilweise sumpfig und morastig. Es gibt insgesamt jedoch nur sehr wenig Vegetation.